# Universidade de Tecnologia de Swinburne
A Universidade de Tecnologia de Swinburne (em inglês: Swinburne University of Technology) é uma universidade localizada em Melbourne, Vitória, Austrália. Foi inaugurada em 1992.